# Arrasador
Un arrasador, una rasadora o raser és un bastó que serveix per a rasar (o arrasar) les mesures curulles dels àrids, és a dir, treure'n el sobrant perquè estigui al nivell de les vores. Normalment és de fusta i de forma cilíndrica. S'empra principalment en dues operacions: en bòbiles i en fàbriques de maons emmotllats a mà i en la mesura de grans i llavors.

## Maons i motlles
En el primer cas, el raser sol ser una post de fusta amb un mànec del mateix material, perpendicular a la fusta, o un llistó de fusta de secció quadrada d'uns 3-5 cm de costat per 35-40 de llargària. La vora útil ha de ser perfectament recta i allisada. El seu fi és arrasar la pasta que s'aboca en les gradetes. Per al seu ús, una vegada col·locada la gradeta que serveix de motlle, s'omple amb la pasta ja preparada, estenent-la i comprimint-la amb les dues mans, i després de fer-ho es treu l'excés amb l'arrasador.
Per fer això es pren el patró, que ha d'estar submergit en l'aigua continguda en una pastera al costat, es neteja i, prenent-lo amb la mà dreta o amb les dues mans (segons la seva forma), es passa amb força d'una punta a l'altra de la gradeta, tenint molta cura que es recolzi constantment sobre les vores d'aquesta, de manera que tregui tota la pasta sobrant, mentre que el raser es neteja i s'introdueix novament a l'aigua per tal de tenir-lo preparat per a un nou ús.
A causa de les condicions del treball que executa, el raser es desgasta amb molta rapiditat en els punts que en cada operació passen per les vores de la gradeta. Malgrat que la gradeta pot ser de ferro o reforçada amb aquest material, si el raser és de fusta es creen solcs que el faran inservible, llevat que s'allisi novament per a llevar-ne les desigualtats.

## Grans i llavors
En la mesura de grans i llavors el raser que s'empra és generalment cilíndric, d'uns 4-5 cm de diàmetre, i ha de ser també completament recte i allisat. En aquest cas cal que la fusta del raser no tingui nusos ni sigui resinosa, perquè a més d'adherir-s'hi, podria comunicar a la llavor condicions que, malgrat no ser dolentes, tampoc no són recomanables.
Per al seu ús només cal passar-lo per sobre de la mesura, un cop plena, anant amb compte que es recolzi en les vores durant tota l'operació. Com en el cas anterior, també presenta desgast, si bé no és tan ràpid com en el primer supòsit, no tan sols perquè no hi ha necessitat de prémer tant sinó també pel fet que s'usa sempre completament sec. Si es desgasta es pot igualar amb molta facilitat in situ, a part de polir-lo i efectuar-hi certes operacions de tractament de la superfície, que n'allarguen la durada.
En el cas que la substància a mesurar sigui de tal naturalesa que pugui destruir amb facilitat la fusta de què està fet el raser, tal com la calç viva i altres, cal fer ús de rasers de ferro o d'un altre material apropiat.